# 151-й гвардейский истребительный авиационный полк
151-й гвардейский истребительный авиационный Венский Краснознамённый ордена Богдана Хмельницкого полк (151-й гв. иап) — воинская часть Военно-воздушных сил (ВВС) Вооружённых Сил РККА, принимавшая участие в боевых действиях Великой Отечественной войны.

## Наименования полка
За весь период своего существования полк несколько раз менял своё наименование:
- 427-й истребительный авиационный полк;
- 427-й истребительный авиационный Краснознамённый полк;
- 151-й гвардейский истребительный авиационный Краснознамённый полк;
- 151-й гвардейский истребительный авиационный Венский Краснознамённый полк;
- 151-й гвардейский истребительный авиационный Венский Краснознамённый ордена Богдана Хмельницкого полк;
- Войсковая часть (Полевая почта) 26230.

## Создание полка
151-й гвардейский истребительный авиационный полк образован 2 июля 1944 года путём переименования 427-го истребительного авиационного полка в гвардейский за образцовое выполнение боевых задач и проявленные при этом мужество и героизм на основании Приказа НКО СССР.

## В действующей армии
В составе действующей армии:
- с 02 июля 1944 года по 11 мая 1945 года, всего 313 дней.

## Командиры полка
- капитан, майор, подполковник Якименко Антон Дмитриевич[3], 03.10.1941 — 08.07.1944
- майор Равикович Эзро Маркович (погиб)[3], 08.07.1944 — 05.12.1944
- майор Кирия Шалва Нестерович[3], 08.12.1944 — 11.04.1945
- подполковник Обозненко Андрей Александрович[3], 13.04.1945 — 07.08.1945

## В составе соединений и объединений
| Период        | Фронт (округ)        | армия                | корпус                                            | дивизия                                             | примечание         |
| ------------- | -------------------- | -------------------- | ------------------------------------------------- | --------------------------------------------------- | ------------------ |
| 02.07.1944 г. | 2-й Украинский фронт | 5-я воздушная армия  | 3-й гвардейский истребительный авиационный корпус | 13-я гвардейская истребительная авиационная дивизия | Як-9               |
| 01.08.1945 г. | Южная группа войск   | 17-я воздушная армия | 3-й гвардейский истребительный авиационный корпус | 13-я гвардейская истребительная авиационная дивизия | Як-9, Болгария     |
| 25.03.1947 г. | Южная группа войск   | 17-я воздушная армия | 3-й гвардейский истребительный авиационный корпус | 13-я гвардейская истребительная авиационная дивизия | полк расформирован |

## Участие в операциях и битвах
Великая Отечественная война (1944—1945):
- Ясско-Кишинёвская операция — с 20 августа 1944 года по 29 августа 1944 года.
- Белградская операция — с 28 сентября 1944 года по 20 октября 1944 года.
- Дебреценская операция — с 6 октября 1944 года по 28 октября 1944 года.
- Будапештская операция — с 29 октября 1944 года по 13 февраля 1945 года.
- Западно-Карпатская операция — с 12 января 1945 года по 18 февраля 1945 года.
- Балатонская оборонительная операция — с 6 марта 1945 года по 15 марта 1945 года.
- Братиславско-Брновская наступательная операция — с 25 марта 1943 года по 5 мая 1945 года.
- Пражская операция — с 6 мая 1945 года по 11 мая 1945 года

## Почётные наименования
За отличие в боях при овладении городом Вена 151-му гвардейскому истребительному авиационному Краснознамённому полку 7 мая 1945 года присвоено почётное наименование «Венский»

## Награды
За образцовое выполнение боевых заданий командования в боях с немецкими захватчиками при овладении городами Яромержице, Зноймо, Голлабрунн, Штоккерау и проявленные при этом доблесть и мужество 151-й гвардейский истребительный авиационный Венский Краснознамённый полк 4 июня 1945 года Указом Президиума Верховного Совета СССР награждён орденом «Богдана Хмельницкого II степени».

## Благодарности Верховного Главнокомандующего
Верховным Главнокомандующим дивизии объявлены благодарности:
- За овладение городами Яссы, Тыргу-Фрумос и Унгены[6]
- За овладение городам Дебрецен[7]
- За овладение городом Будапешт[8]
- За овладение Естергом, Несмей, Фельше-Галла, Тата, а также заняли более 200 других населённых пунктов[9]
- За овладение городами Комарно, Нове-Замки, Шураны, Комьятице, Врабле — сильными опорными пунктами обороны немцев на братиславском направлении[10]
- За овладение городами Трнава, Глоговец, Сенец — важными узлами дорог и опорными пунктами обороны немцев, прикрывающими подступы к Братиславе[11]
- За овладение важным промышленным центром и главным городом Словакии Братислава — крупным узлом путей сообщения и мощным опорным пунктом обороны немцев на Дунае[12]
- За овладение городами Малацки, Брук, Превидза, Бановце[13]
- За овладение городом Брно[14]
- За овладение городами Яромержице и Зноймо и на территории Австрии городами Голлабрунн и Штоккерау — важными узлами коммуникаций и сильными опорными пунктами обороны немцев[15]

## Статистика боевых действий
Всего за годы Великой Отечественной войны полком:
| Выполнено боевых вылетов | Сбито самолётов в воздухе | Уничтожено самолётов всего |
| ------------------------ | ------------------------- | -------------------------- |
| 6471                     | 315                       | 317                        |

Свои потери:
| Потеряно самолётов, всего | Погибло лётчиков всего |
| ------------------------- | ---------------------- |
| 86                        | 52                     |

## Герои Советского Союза
- Василевский Егор Васильевич, гвардии капитан, командир эскадрильи 151-го гвардейского истребительного авиационного полка 13-й гвардейской истребительной авиационной дивизии 3-го гвардейского истребительного авиационного корпуса 5-й воздушной армии 15 мая 1946 года удостоен звания Герой Советского Союза. Золотая Звезда № 5457

## Базирование полка
- Райнталь, Австрия, 5.45 — 9.7.45
- Стара-Загора, Болгария, 9.7.45 — 03.47

## Самолёты на вооружении
| Период      | Самолёты |
| ----------- | -------- |
| 1941 — 1944 | Як-1     |
| 1944 — 1947 | Як-9     |

## Расформирование полка
151-й гвардейский Венский Краснознамённый истребительный авиационный полк 25 марта 1947 года расформирован